# Konjino
Konjino is een dorp in het zuiden van Servië, in de gemeente Lebane. In 2002 had het 913 inwoners.